# Paso doble
Paso doble (hiszp. pasodoble) – hiszpański taniec w metrum 2/4. Tematycznie taniec ten przypomina walki na arenie toreadorów z bykami, tzw. corridę. Partner występuje w roli toreadora (hiszp. torero), a partnerka odgrywa rolę płachty i byka.
Sam taniec składa się z trzech części:
- wejście na arenę,
- zobrazowanie samej walki i zabicia byka,
- parada po zakończeniu walki.

Muzyka o charakterze marszowym wyzwala narastające napięcie, by przez poszczególne akcenty wzbudzić entuzjazm w ostatnim uderzeniu. Typowe tempo to 60 taktów na minutę. Bardzo widowiskowy taniec, a tancerze specjalnie przygotowują się do rozpoczęcia, przyjmując pozy i wprowadzając nastrój, by ruszyć z pierwszym uderzeniem muzyki. Efektowne zatańczenie Paso doble wymaga od tancerzy dużych umiejętności i sztuki pełnej wyrazu. Pasodoble to jedyny taniec, w którym pary nie mogą sobie pozwolić na luki czy skróty w prezentowanej choreografii, ponieważ poszczególne części tańca mają ściśle określoną liczbę taktów. Każda część w muzyce kończy się mocno akcentowanym uderzeniem, na które tancerze przyjmują efektowną pozę, stanowiącą podsumowanie dotychczasowego etapu walki. Na turniejach tańca jest tańczony jako przedostatni taniec latynoamerykański.